# Cranswick plc
Cranswick plc er en britisk producent af kød og andre fødevarer. Virksomheden har hovedkvarter i Kingston upon Hull og er børsnoteret på London Stock Exchange. Produkterne omfatter svinekød, fjerkræ og færdigretter.
Cranswick blev etableret af Jim Bloom, Mike Field og tyve andre East Riding of Yorkshire-landmænd i 1974 under navnet Cranswick Mill.